# Rhizotrogus marginipes
Rhizotrogus marginipes (Mulsant, 1842) è un coleottero appartenente alla famiglia degli scarabaeidae (sottofamiglia melolonthinae).

## Descrizione

### Adulto
Si presenta come un insetto di piccole dimensioni che oscillano tra i 14 e i 18 mm. Presenta un tronco robusto e cilindrico, di colore marroncino chiaro. Presenta una leggera pubescenza sul pronoto.

### Larva

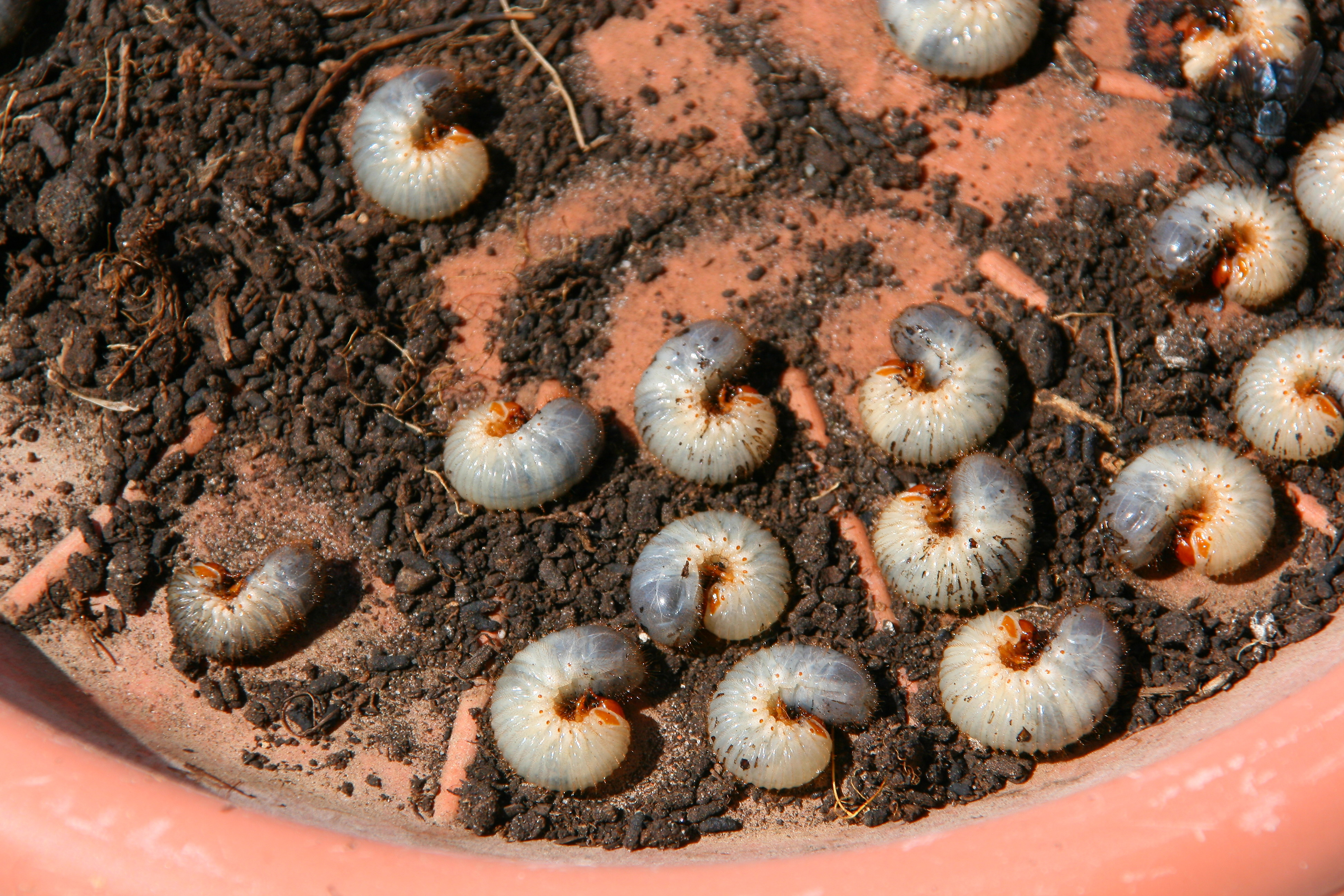
Le larve.

Le larve si presentano come dei vermi bianchi dalla classica forma a "C". Presentano le tre paia di zampe atrofizzate e il capo sclerificato.

## Biologia
Gli adulti compaiono a inizio primavera, dopo aver trascorso l'inverno nello stadio di pupa. Sono di abitudini crepuscolari e i maschi possono essere osservati volare attorno alla base degli alberi, in cerca delle femmine che invece si trattengono al suolo. Le larve si sviluppano nel terreno, nutrendosi di radici di piante erbacee.

## Distribuzione
R. marginipes è diffuso in Europa, a partire dalla Penisola Iberica fino all'Europa centrale, toccando anche alcune zone della Ex Jugoslavia. In Italia è presente nelle regioni settentrionali trovandosi in Veneto, Trentino-Alto Adige, Friuli-Venezia Giulia, Lombardia, e Piemonte.